# Дубинчук, Феодосий Фёдорович
Феодосий Фёдорович Дубинчук — советский хозяйственный, государственный и политический деятель.

## Биография
Родился в 1934 году в селе Свинарин. Член КПСС.
С 1958 года — на хозяйственной, общественной и политической работе. В 1958—1998 гг. — мастер, старший мастер, заместитель начальника цеха, начальник цеха, заместитель начальника производства, секретарь парткома, заместитель директора завода «Пензхиммаш», директор ПО «Тяжпромарматура», генеральный директор Научно-производственного объединения «Пензтяжпромарматура», заместителя председателя Пензенского облисполкома, Глава администрации города Пензы, генеральный директор ОАО «Пензнефтепродукт».
Делегат XXVI съезда КПСС.
Умер в Пензе в 2004 году.